# Transformada Z
A les matemàtiques i processament de senyals, la transformada Z converteix un senyal que estigui definit en el domini de temps discret (que és una seqüència de nombres reals) en una representació en el domini de la freqüència complexa. El nom de transformada Z ve de la variable del domini, així com es podria anomenar "Transformada S" a la Transformada de Laplace. Un nom més adequat per a la transformada Z podria ser "Transformada de Laurent", ja que està basada en la sèrie de Laurent. La transformada Z és als senyals de temps discret el mateix que Laplace als senyals de temps continu.

## Definició
La transformada Z, igualment com altres transformacions integrals, pot ser definida com una transformada unilateral o bilateral.

### Transformada Z bilateral
La transformada Z bilateral d'un senyal definit en el domini del temps discret x[n] és una funció X(z) que es defineix
{\displaystyle X(z)=Z\{x[n]\}=\sum _{n=-\infty }^{\infty }x[n]z^{-n}\ }
on n és un enter i z és, en general, un nombre complex de la forma
{\displaystyle z=Ae^{j\omega }}
on A és el mòdul de z, i ω és la freqüència (o angle en radians).

### transformada Z unilateral
De forma alternativa, en els casos en què x[n] està definida únicament per a n ≥ 0, la transformada Z unilateral es defineix com
{\displaystyle X(z)=Z\{x[n]\}=\sum _{n=0}^{\infty }x[n]z^{-n}\ }
En el processament de senyals, s'usa aquesta definició quan el senyal és causal. En aquest cas, la transformada Z resulta una sèrie de Laurent, amb ROC del tipus {\displaystyle |z|>R}; és a dir que convergeix "cap a fora".
Un exemple interessant de la transformada Z unilateral és la funció de generació de probabilitats, on x[n] és la probabilitat que pren una variable discreta aleatòria en l'instant n, i la funció X(z) sol escriure's com X(s), ja que s = z−1. Les propietats de les transformades Z són útils en la teoria de la probabilitat.

### Definició Geofísica
En geofísica, la definició habitual de la transformada Z és un polinomi en z en lloc de {\displaystyle z^{-1}}. Aquesta convenció és utilitzada per Robinson i Treitel, i Kanasewich. La definició geofísica és:
{\displaystyle X(z)={\mathcal {Z}}\{x[n]\}=\sum _{n}x[n]z^{n}.\ }
Les dues definicions són equivalents, però amb una sèrie de canvis. Per exemple, la ubicació dels zeros i els pols es mouen des de l'interior de la circumferència goniomètrica, utilitzant una definició, i cap a fora del cercle unitari, utilitzant l'altra definició (i viceversa). Per tant, s'ha d'estar atent per saber quina definició s'està utilitzant.

## Transformada Z inversa
La transformada Z inversa es defineix
{\displaystyle x[n]=Z^{-1}\{X(z)\}={\frac {1}{2\pi j}}\oint _{C}X(z)z^{n-1}dz\ }
on {\displaystyle C\ } és un cercle tancat que engloba l'origen i la regió de convergència (ROC). El contorn, {\displaystyle C\ }, ha de contenir tots els pols de {\displaystyle X(z)\ }.
Un cas especial i simple d'aquesta integral circular és que quan {\displaystyle C\ } és el cercle unitat (que també pot fer-se servir quan la ROC inclou el cercle unitat), obtenim la transformada inversa de temps discret de Fourier:
{\displaystyle x[n]={\frac {1}{2\pi }}\int _{-\pi }^{+\pi }X(e^{j\omega })e^{j\omega n}d\omega \ }
La transformada Z amb un rang finit de n i un nombre finit de z separades de forma uniforme poden ser processades de forma eficient amb l'algorisme de Bluestein. La transformada discreta de Fourier (DFT) és un cas especial de la transformada Z, i s'obté limitant z perquè coincideixi amb el cercle unitat.

## Regió de convergència (ROC)
La regió de convergència, també coneguda com a ROC, defineix la regió on la transformada-z existeix. La ROC és una regió del pla complex on la transformada Z d'un senyal té una suma finita.
La ROC per a una x[n] és definida com el rang de z per a la qual la transformada-z convergeix. Ja que la transformada–z és una sèrie de potència, convergeix quan {\displaystyle x[n]z^{-n}} és absolutament sumable.
{\displaystyle ROC=\{z:\sum _{n=-\infty }^{\infty }x[n]z^{-n}<\infty \}\ }
Propietats de la Regió de Convergència:
La regió de convergència té propietats que depenen de les característiques del senyal, x[n]
- La ROC no ha de contenir cap pols. Per definició un pols és on x[z] és infinit. Ja que x[z] ha der ser finita per totes les z per tenir convergència, no pot existir cap pol per ROC.
- Si x[n] és una seqüència de duració finita, llavors la ROC és tot el pla-z, excepte en [z]=0 o [z]=∞.

Una seqüència de duració finita és aquella que té valor de no zero en un interval finit n1≤n≤n2.Mentre que cada valor de x[n] és finit llavors la seqüència serà absolutament sumable.
- Si x[n] és una seqüència de la banda dreta llavors l'ORC s'expandeix cap a fora en l'últim pol des de x[z].

Una seqüència de la banda dreta és aquella on x[n]=0 per n<n1<∞.
- Si x[n] és una seqüència de la banda esquerra, llavors la ROC s'expandeix cap a dins des del pols més proper a x[z].

Una seqüència de la banda esquerra és aquella on x[n]=0 per n>n2>−∞.
- Si x[n] és una seqüència amb dues bandes, la ROC serà un anell en el pla-z que està restringida en el seu interior i exterior per un pols.

### Exemple 1 (Sense ROC)
Sigui {\displaystyle x[n]=0.5^{n}\ }. Expandint-se {\displaystyle x[n]\ } en {\displaystyle (-\infty ,\infty )\ } obtenim
{\displaystyle x[n]=\{...,0.5^{-3},0.5^{-2},0.5^{-1},1,0.5,0.5^{2},0.5^{3},...\}=\{...,2^{3},2^{2},2,1,0.5,0.5^{2},0.5^{3},...\}\ }
Sent la suma
{\displaystyle \sum _{n=-\infty }^{\infty }x[n]z^{-n}<\infty \ }
No hi ha cap valor de {\displaystyle z\ } que satisfaci aquesta condició

### Exemple 2 (ROC causal)

La ROC es mostra de color blau, la línia gris delimita el cercle unitat i el cercle blanc

Sigui {\displaystyle x[n]=0.5^{n}u[n]\ } (on {\displaystyle u} és la funció esglaó). Expandint {\displaystyle x[n]\ } en {\displaystyle (-\infty ,\infty )\ } obtenim
{\displaystyle x[n]=\{...,0,0,0,1,0.5,0.5^{2},0.5^{3},...\}\ }
Sent la suma
{\displaystyle \sum _{n=-\infty }^{\infty }x[n]z^{-n}=\sum _{n=0}^{\infty }0.5^{n}z^{-n}=\sum _{n=0}^{\infty }\left({\frac {0.5}{z}}\right)^{n}={\frac {1}{1-0.5z^{-1}}}\ }
L'última igualtat s'obté amb la fórmula del sumatori per sèries geomètriques, i la igualtat només es conserva si {\displaystyle \left|0.5z^{-1}\right|<1\ }, el qual pot ser reescrit per definir {\displaystyle z\ } de manera que {\displaystyle \left|z\right|>0.5\ }. Per tant, la ROC és {\displaystyle \left|z\right|>0.5\ }. En aquest cas, la ROC és el pla complex exterior al cercle de radi 0.5 amb origen en el centre.

### Exemple 3 (ROC anticausal)

La ROC es mostra en color blau, el cercle unitari com un punt gris circular i el cercle exterior mostra el cercle

Sigui {\displaystyle x[n]=-(0.5)^{n}u[-n-1]\ } (on {\displaystyle u} és la funció esglaó). Expandint {\displaystyle x[n]\ } entre {\displaystyle (-\infty ,\infty )\ } obtenim
{\displaystyle x[n]=\{...,-(0.5)^{-3},-(0.5)^{-2},-(0.5)^{-1},0,0,0,...\}\ }
Sent la suma
{\displaystyle \sum _{n=-\infty }^{\infty }x[n]z^{-n}=-\sum _{n=-\infty }^{-1}0.5^{n}z^{-n}=-\sum _{n=-\infty }^{-1}\left({\frac {z}{0.5}}\right)^{-n}\ }
{\displaystyle =-\sum _{m=1}^{\infty }\left({\frac {z}{0.5}}\right)^{m}=-{\frac {0.5^{-1}z}{1-0.5^{-1}z}}={\frac {z}{z-0.5}}={\frac {1}{1-0.5z^{-1}}}\ }
De nou, fent servir la fórmula de sumatori per sèries geomètriques, la igualtat només es manté si {\displaystyle \left|0.5^{-1}z\right|<1\ }, de manera que podem definir {\displaystyle z\ } com {\displaystyle \left|z\right|<0.5\ }.
Aquí, la ROC és {\displaystyle \left|z\right|<0.5\ }, és a dir, l'interior d'un cercle centrat a l'origen de radi 0,5.

### Conclusió dels exemples
Els exemples 2 i 3 mostren clarament que la transformada {\displaystyle X(z)\ } de {\displaystyle x[n]\ } és única si i només si s'especifica quina és la ROC. Dibuixant els gràfics de pols i zeros per als casos causal i anticausal, comprovaríem com la ROC dels dos casos no inclou el pol que està a 0,5. Això s'estén als casos amb múltiples pols: la ROC mai conté pols.
En l'exemple 2, el sistema causal té una ROC que inclou {\displaystyle \left|z\right|=\infty \ }, mentre que el sistema anticausal de l'exemple 3 li pertany una ROC que inclou {\displaystyle \left|z\right|=0\ }.
En els sistemes amb múltiples pols, és possible tenir una ROC que no inclogui ni {\displaystyle \left|z\right|=\infty \ } ni {\displaystyle \left|z\right|=0\ }. La ROC crea una regió circular.
Per exemple, {\displaystyle x[n]=0.5^{n}u[n]-0.75^{n}u[-n-1]\ } té dos pols en 0,5 i 0,75. La ROC serà {\displaystyle 0.5<\left|z\right|<0.75\ }, la qual no inclou ni l'origen ni l'infinit. Aquest tipus de sistemes es coneixen com a sistemes de causalitats barrejades, ja que conté un terme causal {\displaystyle 0.5^{n}u[n]\ } i un altre anticausal {\displaystyle -(0.75)^{n}u[-n-1]\ }.
L'estabilitat d'un sistema es pot determinar simplement coneixent la seva ROC. Si aquesta ROC conté el cercle unitat (p. ex. {\displaystyle \left|z\right|=1\ }) llavors el sistema és estable. En els sistemes anteriors, el sistema causal és estable perquè {\displaystyle \left|z\right|>0.5\ } conté el cercle unitat.
Si tenim la TZ d'un sistema sense el seu ROC (p. ex., un {\displaystyle x[n]\ } ambigu) podem determinar un únic senyal {\displaystyle x[n]\ } en funció que vulguem o no les següents propietats:
- Estabilitat
- Causalitat

Si volem un sistema estable, la ROC ha de contenir el cercle unitat.
Si volem un sistema causal, la ROC ha de contenir l'infinit.
Si volem un sistema anticausal, la ROC ha de contenir l'origen.
D'aquesta manera, podem trobar un senyal en el temps {\displaystyle x[n]\ } que sigui única.

## Propietats
- Linealitat. La transformada Z d'una combinació lineal de dos senyals en el temps és la combinació lineal de les seves transformades en Z.

{\displaystyle Z(a_{1}x_{1}[n]+a_{2}x_{2}[n])=a_{1}Z(x_{1}[n])+a_{2}Z(x_{2}[n])\ }
- Desplaçament temporal. Un desplaçament de k cap a la dreta en el domini del temps és una multiplicació per z−k en el domini de Z.

{\displaystyle Z(x[n-k])=z^{-k}Z(x[n])\ }
- Convolució. La transformada Z de la convolució de dos senyals en el temps és el producte d'ambdues en el domini de Z.

{\displaystyle Z(\{x[n]\}\bigodot \!\!\!\!\!\!\star \ \ \{y[n]\})=Z(\{x[n]\})Z(\{y[n]\})\ }
- Diferenciació.

{\displaystyle Z(\{nx[n]\})=\ -z{\frac {dZ(\{x[n]\})}{dz}}\ }

## Relació amb Laplace
La transformada Z bilateral és simplement la transformada de Laplace bilateral del senyal mostrejat.
{\displaystyle x(t)\sum _{n=-\infty }^{\infty }\delta (t-nT)=\sum _{n=-\infty }^{\infty }x[n]\delta (t-nT)\ }
on {\displaystyle x(t)\ } és el senyal continu mostrejat, {\displaystyle x[n]=x(nT)\ } la n-èsima mostra, {\displaystyle T\ } el període de mostreig, i amb la substitució {\displaystyle z=e^{sT}\ }.
De la mateixa manera, la transformada Z unilateral és simplement la transformada de Laplace unilateral del senyal ideal mostrejat. En ambdues s'assumeix que el senyal mostrejat val zero per a tots els índexs negatius en el temps.

## Relació amb Fourier
La transformada Z és una generalització de la transformada de Fourier en temps discret (DTFT). La DTFT pot trobar-se avaluant la transformada Z {\displaystyle X(z)\ } en {\displaystyle z=e^{j\omega }\ } o, dit d'altra manera, avaluat en el cercle unitari. Per a determinar-ne la resposta en freqüència del sistema, la transformada Z ha de ser avaluada en el cercle unitari.

## Taula dels parells més comuns de la transformada Z
Explicació:
- u[n]=1 per n>=0, u[n]=0 per n<0
- δ[n] = 1 per n=0, altrament δ[n] = 0

|    | Senyal, {\displaystyle x[n]}                  | transformada Z, {\displaystyle X(z)}                                                          | ROC                              |
| -- | --------------------------------------------- | --------------------------------------------------------------------------------------------- | -------------------------------- |
| 1  | {\displaystyle \delta [n]\,}                  | {\displaystyle 1\,}                                                                           | {\displaystyle {\mbox{tot }}z\,} |
| 2  | {\displaystyle \delta [n-n_{0}]\,}            | {\displaystyle z^{-n_{0}}\,}                                                                  | {\displaystyle z\neq 0\,}        |
| 3  | {\displaystyle u[n]\,}                        | {\displaystyle {\frac {1}{1-z^{-1}}}}                                                         | {\displaystyle \|z\|>1\,}        |
| 4  | {\displaystyle -u[-n-1]\,}                    | {\displaystyle {\frac {1}{1-z^{-1}}}}                                                         | {\displaystyle \|z\|<1\,}        |
| 5  | {\displaystyle nu[n]\,}                       | {\displaystyle {\frac {z^{-1}}{(1-z^{-1})^{2}}}}                                              | {\displaystyle \|z\|>1\,}        |
| 6  | {\displaystyle -nu[-n-1]\,}                   | {\displaystyle {\frac {z^{-1}}{(1-z^{-1})^{2}}}}                                              | {\displaystyle \|z\|<1\,}        |
| 7  | {\displaystyle n^{2}u[n]\,}                   | {\displaystyle {\frac {z^{-1}(1+z^{-1})}{(1-z^{-1})^{3}}}}                                    | {\displaystyle \|z\|>1\,}        |
| 8  | {\displaystyle -n^{2}u[-n-1]\,}               | {\displaystyle {\frac {z^{-1}(1+z^{-1})}{(1-z^{-1})^{3}}}}                                    | {\displaystyle \|z\|<1\,}        |
| 9  | {\displaystyle n^{3}u[n]\,}                   | {\displaystyle {\frac {z^{-1}(1+4z^{-1}+z^{-2})}{(1-z^{-1})^{4}}}}                            | {\displaystyle \|z\|>1\,}        |
| 10 | {\displaystyle -n^{3}u[-n-1]\,}               | {\displaystyle {\frac {z^{-1}(1+4z^{-1}+z^{-2})}{(1-z^{-1})^{4}}}}                            | {\displaystyle \|z\|<1\,}        |
| 11 | {\displaystyle a^{n}u[n]\,}                   | {\displaystyle {\frac {1}{1-az^{-1}}}}                                                        | {\displaystyle \|z\|>\|a\|\,}    |
| 12 | {\displaystyle -a^{n}u[-n-1]\,}               | {\displaystyle {\frac {1}{1-az^{-1}}}}                                                        | {\displaystyle \|z\|<\|a\|\,}    |
| 13 | {\displaystyle na^{n}u[n]\,}                  | {\displaystyle {\frac {az^{-1}}{(1-az^{-1})^{2}}}}                                            | {\displaystyle \|z\|>\|a\|\,}    |
| 14 | {\displaystyle -na^{n}u[-n-1]\,}              | {\displaystyle {\frac {az^{-1}}{(1-az^{-1})^{2}}}}                                            | {\displaystyle \|z\|<\|a\|\,}    |
| 15 | {\displaystyle n^{2}a^{n}u[n]\,}              | {\displaystyle {\frac {az^{-1}(1+az^{-1})}{(1-az^{-1})^{3}}}}                                 | {\displaystyle \|z\|>\|a\|\,}    |
| 16 | {\displaystyle -n^{2}a^{n}u[-n-1]\,}          | {\displaystyle {\frac {az^{-1}(1+az^{-1})}{(1-az^{-1})^{3}}}}                                 | {\displaystyle \|z\|<\|a\|\,}    |
| 17 | {\displaystyle \cos(\omega _{0}n)u[n]\,}      | {\displaystyle {\frac {1-z^{-1}\cos(\omega _{0})}{1-2z^{-1}\cos(\omega _{0})+z^{-2}}}}        | {\displaystyle \|z\|>1\,}        |
| 18 | {\displaystyle \sin(\omega _{0}n)u[n]\,}      | {\displaystyle {\frac {z^{-1}\sin(\omega _{0})}{1-2z^{-1}\cos(\omega _{0})+z^{-2}}}}          | {\displaystyle \|z\|>1\,}        |
| 19 | {\displaystyle a^{n}\cos(\omega _{0}n)u[n]\,} | {\displaystyle {\frac {1-az^{-1}\cos(\omega _{0})}{1-2az^{-1}\cos(\omega _{0})+a^{2}z^{-2}}}} | {\displaystyle \|z\|>\|a\|\,}    |
| 20 | {\displaystyle a^{n}\sin(\omega _{0}n)u[n]\,} | {\displaystyle {\frac {az^{-1}\sin(\omega _{0})}{1-2az^{-1}\cos(\omega _{0})+a^{2}z^{-2}}}}   | {\displaystyle \|z\|>\|a\|\,}    |

## Equació diferencial de coeficients lineals constants
L'equació diferencial de coeficients lineals constants (LCCD) és una representació d'un sistema lineal basat en l'equació de la mitja autorregresiva.
{\displaystyle \sum _{p=0}^{N}y[n-p]\alpha _{p}=\sum _{q=0}^{M}x[n-q]\beta _{q}\ }
Els dos térmes d'aquesta equació pot dividirse per {\displaystyle \alpha _{0}\ }, si no és zero, normalizant {\displaystyle \alpha _{0}=1\ } l'equació LCCD pot ser escrita
{\displaystyle y[n]=\sum _{q=0}^{M}x[n-q]\beta _{q}-\sum _{p=1}^{N}y[n-p]\alpha _{p}\ }
Aquesta forma de l'equació LCCD és més explícita per comprovar que la sortida actual {\displaystyle y[{n}]\ } es defineix en funció de les sortides anteriors {\displaystyle y[{n-p}]\ }, l'entrada actual {\displaystyle x[{n}]\ }, i les entrades anteriors {\displaystyle x[{n-q}]\ }.

### Funció de transferencia
Es calcula fent la transformada Z de l'equació
{\displaystyle Y(z)\sum _{p=0}^{N}z^{-p}\alpha _{p}=X(z)\sum _{q=0}^{M}z^{-q}\beta _{q}\ }
i dividint
{\displaystyle H(z)={\frac {Y(z)}{X(z)}}={\frac {\sum _{q=0}^{M}z^{-q}\beta _{q}}{\sum _{p=0}^{N}z^{-p}\alpha _{p}}}={\frac {\beta _{0}+z^{-1}\beta _{1}+z^{-2}\beta _{2}+...+z^{-M}\beta _{M}}{\alpha _{0}+z^{-1}\alpha _{1}+z^{-2}\alpha _{2}+...+z^{-N}\alpha _{N}}}\ }

### Zeros i Pols
Gràcies al teorema fonamental de l'àlgebra sabem que el numerador té M arrels (anomenades zeros) i el denominador té N arrels (anomenades pols). Factorizant la funció de transfèrencia
{\displaystyle H(z)={\frac {(1-q_{1}z^{-1})(1-q_{2}z^{-1})...(1-q_{M}z^{-1})}{(1-p_{1}z^{-1})(1-p_{2}z^{-1})...(1-p_{N}z^{-1})}}\ }
on {\displaystyle q_{k}\ } és el k-èsim zero i {\displaystyle p_{k}\ } és el k-èsim pols. Els zeros i pols són en general complexos i, per tant, es poden dibuixar en el pla complex.
En definitiva, els zeros són les solucions de l'equació obtinguda d'igualar el numerador a zero, mentres que els pols són les solucions de l'equació que s'obté en igualar a zero el denominador. Es pot factorizar el denominador mitjançant la descomposició en fraccions simples, les quals poden ser transformades del nou al domini del temps. Fent això obtenim la resposta a l'impuls i l'equació diferencial de coeficients lineals constants del sistema.

### Sortida del sistema
Si per un sistema {\displaystyle H(z)\ } passa un senyal {\displaystyle X(z)\ } llavors la sortida será {\displaystyle Y(z)=H(z)X(z)\ }. Fent una descomposició en fraccions simples de {\displaystyle Y(z)\ } i la transformada Z inversa de cadascuna d'elles pot trobar-se llavors la sorida {\displaystyle y[n]\ }.